# Кампания (остров)

Остров Кампания (на английски: Campania Island) е 27-ият по големина остров край западните брегове на Канада в Тихия океан. Площта му е 169 км2, която му отрежда 119-о място сред островите на Канада. Административно принадлежи към канадската провинция Британска Колумбия. Необитаем.
Островът се намира край северното крайбрежие на Британска Колумбия, на 6,6 км запад-северозапад от големия остров Принсес Ройъл, от който го отделя залива Кампания. На 4,9 км на североизток, зад протока Скуоли е остров Гил, протока Отър (ширина 2 км) го отделя на север от остров Пит. Югозападно от остров Кампания е широкия 5,2 км залив Естебан, зад който е разположен архипелагът Естебан, зад който е протока Хеката. На 15 км на юг, зад залива Кааманьо е големия остров Аристизабъл. Кампания има удължена форма от северозапад на югоизток с дължина 29 км, а максималната му ширина в южната част е 8 км.
Бреговата линия с дължина 127 км е силно разчленена особено по югозападното му крайбрежие, където има множество заливи (Харуд, Бетъридж и др.), полуострови (Финлисън, Джусбъри и др.), малки острови, скали и рифове, докато източното крайбрежие е в общи линии праволинейно.
По-голямата част на острова е хълмиста и нископланинска с максимална височина от 740 м (връх Маунт Пендър), в централната част. На острова има множество малки езера.
Климатът е умерен, морски, влажен, предпоставка за пълноводни почти през цялата година къси реки. За разлика от повечето острови по западното крайбрежие на Канада, които са покрити с гъсти иглолистни гори, то остров Кампания в преобладаващата се част е обезлесен.
Островът е открит в края на юли 1792 г. испанския морски лейтенат Джасинто Кааманьо (1759-1825). На първите карти на западните брегове на Британска Колумбия, изработени от експедицията на Джордж Ванкувър, островът е бил записан в чест на откривателя си – Кааманьо (Caamaño), но на последващите карти, изработени и допълнени от други картографи, поради неправилен прочит или правописни грешки, островът се записва като Кампания (Campania Island) и това название се запазва.